# Lynch's Irish Pub F.C.
O Lynch's Irish Pub F.C. (geralmente conhecido pelo nome abreviado, Lynch's FC ) é um time americano de futebol baseado em Jacksonville, Flórida, Estados Unidos. Fundada em 1999, a equipe joga na Beaches Adult Soccer League, parte da Região III da United States Adult Soccer Association . 
A equipe joga seus jogos em casa no Patton Park . As cores da equipe são verde e branco. 

## História
A equipe foi fundada em 1999 por fãs de futebol que frequentavam o Irish Pub de Lynch em Jacksonville Beach, Flórida . Eles eram conhecidos como DS United até 2004, quando os proprietários mudaram o nome para Irish Pub FC do Lynch para refletir sua história e seu acordo de patrocínio com o pub.  Lynch jogou na Beaches Adult Soccer League, um membro do grupo de ligas da Região III da Associação de Futebol Adulto dos Estados Unidos . Em 2014, a Beaches Adult Soccer League tornou-se membro da USSSA. 
O Lynch's tem uma história distinta na Taça US Open de Lamar Hunt, tendo se qualificado três vezes para a fase final do torneio. Como DS United, eles se classificaram para sua primeira Copa em 2003, mas perderam por 4-1 na primeira rodada para o Raleigh CASL Elite da USL Premier Development League .  Os recém-contratados Lynch se classificaram para a copa pela segunda vez em 2007, liderando seu grupo regional de qualificação contendo Dallas Roma e Saturn FC  na rodada final do torneio, antes de perder por 2 a 0 para o Charlotte Eagles na primeira rodada de o torneio propriamente dito. 
Lynch se classificou para a fase final da copa novamente em 2009, liderando seu grupo regional de qualificação (que incluía Pumas FC, Baton Rouge Classics e Greenwood Wanderers ), antes de perder por 2-1 na primeira rodada para o Miami FC da USL First Division .  O gol de Lynch contra o Miami foi marcado por Tommy Krizanovic . 

## Treinadores principais
- Roberto Apunte (2007-2014)[5]
- Moses Williams (2009)[6]
- Patrick Cannon (2010–present)

## Estatísticas

### Participações
|  | Participações em 2020 |

| Competição     | Competição               | Temporadas | Melhor campanha      | Estreia | Última | P | R |
| Estados Unidos | Lamar Hunt U.S. Open Cup | 3          | Fase Final (3 vezes) | 2003    | 2009   |   | – |